# Fotbollsallsvenskan 1995
Fotbollsallsvenskan 1995 spelades 9 april–28 oktober 1995, och vanns av IFK Göteborg. Vårsäsongen spelades 9 april–6 juli, och höstsäsongen spelades 29 juli–28 oktober 1995.

## Förlopp

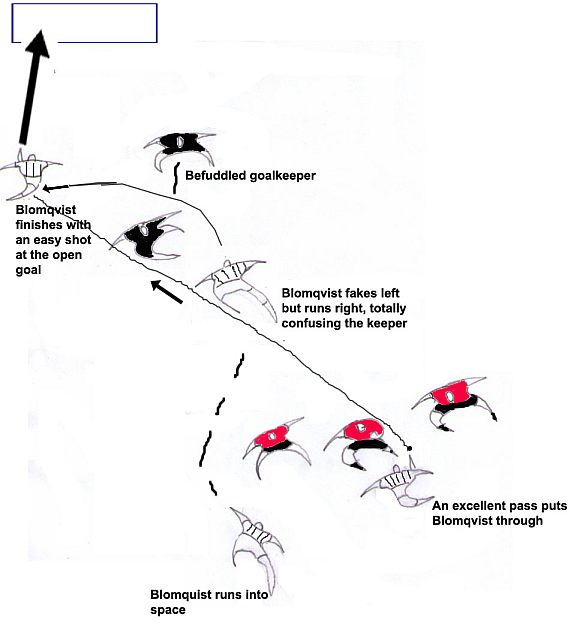
Jesper Blomqvists mål för IFK Göteborg mot Helsingborgs IF.

- Seriesegrarna IFK Göteborg inledde säsongen svagt, och låg sist efter elva omgångar.
- På grund av en kommunalstrejk i Sverige under september-oktober flyttades flera matcher till diverse planer runtom i Sverige.[2]
- När IFK Göteborg den 3 oktober 1995 bortabesegrade Helsingborgs IF med 3–0 gjorde Jesper Blomqvist ett uppmärksammat mål på Sven Andersson där han sprintade loss på hårt pass bakifrån, medan Sven Andersson startade från andra hållet. Då de möttes mitt på planhalvan gjorde Jesper Blomqvist en balanserad kroppsfint, bollen på ena sidan om målvakten medan han själv sprang förbi på andra för att sedan avsluta i tom bur, och röra bollen först då han sparkade in den i målburen.[2]
- Säsongen avslutades med att matchen Djurgårdens IF–Halmstads BK på Stockholms stadion avbröts av domaren Anders Frisk vid ställningen 0-2, sedan en åskådare hoppat in på plan och sparkat till domaren. Debatten om huliganism blossade upp igen, men istället för AIK, som tidigare haft huliganproblem, riktades nu blickarna främst mot Djurgårdens IF.[2] [3]
- Novembersnön föll och lade sig över Strömvallen i Gävle, vilket tvingade Gefle IF att flytta sin hemmamatch i kvalet mot Östers IF till Råsunda fotbollsstadion i Solna.[4]

## Tabeller

### Poängtabell
| Nr | Lag                | S  | V  | O  | F  | GM | IM | MS  | P  |
| -- | ------------------ | -- | -- | -- | -- | -- | -- | --- | -- |
| 1  | IFK Göteborg (RM)  | 26 | 12 | 10 | 4  | 43 | 20 | +23 | 46 |
| 2  | Helsingborgs IF    | 26 | 12 | 6  | 8  | 42 | 36 | +6  | 42 |
| 3  | Halmstads BK       | 26 | 11 | 8  | 7  | 41 | 32 | +9  | 41 |
| 4  | Malmö FF           | 26 | 9  | 12 | 5  | 32 | 28 | +4  | 39 |
| 5  | Örebro SK          | 26 | 10 | 8  | 8  | 35 | 29 | +6  | 38 |
| 6  | Djurgårdens IF (U) | 26 | 10 | 8  | 8  | 33 | 33 | 0   | 38 |
| 7  | Örgryte IS (U)     | 26 | 9  | 8  | 9  | 22 | 26 | −4  | 35 |
| 8  | AIK                | 26 | 7  | 11 | 8  | 34 | 34 | 0   | 32 |
| 9  | Degerfors IF       | 26 | 7  | 11 | 8  | 32 | 45 | −13 | 32 |
| 10 | Trelleborgs FF     | 26 | 7  | 10 | 9  | 32 | 30 | +2  | 31 |
| 11 | Östers IF          | 26 | 5  | 13 | 8  | 41 | 41 | 0   | 28 |
| 12 | IFK Norrköping     | 26 | 7  | 7  | 12 | 28 | 44 | −16 | 28 |
| 13 | Hammarby IF        | 26 | 6  | 8  | 12 | 33 | 40 | −7  | 26 |
| 14 | Västra Frölunda IF | 26 | 5  | 10 | 11 | 35 | 45 | −10 | 25 |

### Resultattabell
| Hemma \ Borta   | AIK | DEG | DJU | HBK | HAIF | HEIF | IFKG | IFKN | MFF | TFF | VF  | ÖSK | ÖIS | ÖIF |
| AIK             | —   | 1–2 | 1–2 | 2–2 | 3–2  | 1–1  | 3–1  | 2–2  | 1–1 | 3–0 | 1–1 | 2–0 | 0–0 | 1–1 |
| Degerfors IF    | 2–1 | —   | 1–1 | 3–3 | 0–0  | 2–2  | 0–3  | 0–3  | 0–3 | 1–0 | 2–0 | 2–1 | 0–0 | 3–2 |
| Djurgårdens IF  | 1–2 | 2–0 | —   | 0–3 | 2–0  | 1–3  | 1–1  | 2–0  | 0–2 | 1–1 | 4–2 | 2–0 | 1–3 | 1–1 |
| Halmstads BK    | 3–0 | 5–1 | 1–2 | —   | 1–0  | 2–1  | 0–0  | 2–0  | 2–2 | 1–2 | 1–1 | 2–1 | 2–0 | 2–2 |
| Hammarby IF     | 1–2 | 2–1 | 0–1 | 0–3 | —    | 2–1  | 2–2  | 0–2  | 1–1 | 1–3 | 3–1 | 2–2 | 0–1 | 2–2 |
| Helsingborgs IF | 2–1 | 3–3 | 2–3 | 3–0 | 3–5  | —    | 0–3  | 0–0  | 2–1 | 2–1 | 1–0 | 3–0 | 0–1 | 0–2 |
| IFK Göteborg    | 0–0 | 3–0 | 2–0 | 0–1 | 2–0  | 1–1  | —    | 2–0  | 2–1 | 2–0 | 1–1 | 3–1 | 3–0 | 3–1 |
| IFK Norrköping  | 1–1 | 1–1 | 2–0 | 1–1 | 1–1  | 0–3  | 0–5  | —    | 0–1 | 2–2 | 0–3 | 1–0 | 0–2 | 4–1 |
| Malmö FF        | 2–2 | 3–1 | 0–0 | 2–1 | 1–0  | 0–1  | 1–1  | 1–3  | —   | 2–1 | 3–1 | 0–0 | 1–1 | 2–1 |
| Trelleborgs FF  | 1–0 | 2–2 | 1–1 | 4–0 | 0–0  | 0–2  | 2–2  | 4–0  | 0–0 | —   | 2–0 | 0–0 | 4–1 | 1–1 |
| Västra Frölunda | 1–1 | 0–0 | 2–2 | 1–1 | 2–6  | 2–3  | 3–0  | 5–1  | 0–0 | 1–0 | —   | 1–2 | 0–1 | 1–1 |
| Örebro SK       | 3–0 | 2–2 | 0–0 | 1–0 | 2–1  | 4–1  | 1–0  | 1–0  | 5–0 | 2–0 | 4–4 | —   | 0–1 | 1–0 |
| Örgryte IS      | 2–1 | 0–1 | 0–2 | 0–2 | 0–1  | 0–1  | 1–1  | 2–1  | 0–0 | 0–0 | 1–2 | 0–0 | —   | 4–2 |
| Östers IF       | 0–2 | 2–2 | 3–1 | 3–0 | 1–1  | 1–1  | 0–0  | 2–3  | 2–2 | 3–1 | 4–0 | 2–2 | 1–1 | —   |

## Kval till Allsvenskan 1996
| Lag 1    | Totalt | Lag 2          | Möte 1 | Möte 2 |
| Gais     | 1–2    | IFK Norrköping | 1–1    | 0–1    |
| Gefle IF | 0–4    | Östers IF      | 0–1    | 0–3    |

IFK Norrköping och Östers IF till Allsvenskan 1996.

## Skytteligan
- 17 mål: Niklas Skoog, Västra Frölunda IF
- 15 mål: Jörgen Pettersson, Malmö FF
- 13 mål: Andreas Andersson, Degerfors IF
- 12 mål: Dan Sahlin, Hammarby IF samt Patric Karlsson, IFK Norrköping

## Publiksiffror

### Högsta publiksiffror
- 17 859: AIK–Hammarby IF 3–2, Råsundastadion den 8 maj 1995
- 17 356: IFK Göteborg–Trelleborgs FF 2–0, Gamla Ullevi den 28 oktober 1995
- 16 585: AIK–Djurgårdens IF 1–2, Råsundastadion den 19 september 1995
- 16 015: Malmö FF–Helsingborgs IF 0–1, Malmö Stadion den 10 september 1995
- 16 015: Helsingborgs IF–IFK Göteborg 0–3, Olympia den 2 oktober 1995

### Publiksnitt per lag
- 10 940: Helsingborgs IF
- 8 893: IFK Göteborg
- 8 612: Hammarby IF
- 6 933: AIK
- 6 466: Djurgårdens IF
- 6 076: Örebro SK
- 6 043: Degerfors IF
- 5 537: Malmö FF
- 5 105: Halmstads BK
- 4 069: IFK Norrköping
- 3 476: Östers IF
- 2 738: Örgryte IS
- 2 618: Trelleborgs FF
- 1 615: Västra Frölunda IF

### Lägsta publiksiffror
- 436: Västra Frölunda IF–IFK Norrköping 5–1, Ruddalens IP, 28 oktober 1995[5]

## Svenska mästarna
- Tränare: Roger Gustafsson

| Spelare           | Matcher | Mål |
| ----------------- | ------- | --- |
| Joachim Björklund | 12      | 0   |
| Jesper Blomqvist  | 18      | 3   |
| Peter Eriksson    | 3       | 0   |
| Magnus Erlingmark | 26      | 5   |
| Magnus Johansson  | 20      | 1   |
| Pontus Kåmark     | 20      | 1   |
| Stefan Landberg   | 23      | 4   |
| Dick Last         | 6       | 0   |
| Mats Lilienberg   | 23      | 6   |
| Stefan Lindqvist  | 25      | 4   |
| Olof Magnusson    | 2       | 0   |
| Mikael Martinsson | 21      | 4   |
| Håkan Mild        | 9       | 2   |
| Mikael Nilsson    | 26      | 6   |
| Jonas Olsson      | 25      | 1   |
| Stefan Pettersson | 20      | 4   |
| Thomas Ravelli    | 20      | 0   |
| Stefan Rehn       | 11      | 2   |
| Erik Wahlstedt    | 13      | 0   |

### Fotnoter
1. ↑  ”Allsvenska skyttekungar och publiksnitt”. Svenska Fotbollförbundet. https://www.svenskfotboll.se/serier-cuper/elitfotboll/historik-herr/skyttekungar--publiksnitt/. Läst 11 oktober 2011.
2. 1 2 3   (på svenska)Fotboll 95 (Fotbollextras årsbok 1995). 1995.
3. ↑  http://www.youtube.com/watch?v=Hjqw6mGyGbc
4. ↑  Gustaf Andersson (25 augusti 2010). ”Inte bara GIF” (på svenska). Arbetarbladet. http://www.arbetarbladet.se/sport/fotboll/inte-bara-gif-ralf-minns-flytten-till-rasunda-72. Läst 11 augusti 2015.
5. ↑  ”Bolletinen”. 13 mars 2004. http://www.bolletinen.se/sfs/allsvenskan/toppublik.pdf. Läst 11 oktober 2011.